# Mbatmandet
Mbatmandet est un village au centre de l'arrondissement (commune) de Bali situé dans le département du Mezam et la Région du Nord-Ouest du Cameroun un pays de l'Afrique Centrale.

## Population
Lors du recensement national de 2005, 1 378 personnes y ont été dénombrées.
Des projections plus récentes ont abouti à une estimation de 2 868 personnes pour 2011.

## Éducation
Le village ne possède pas d'école primaire ou de crèche, du coup les enfants de celui-ci se contentent de fréquenter dans les écoles des villages voisins tels que Jingong 1,2,3 et 4.

## Eau et Électricité
Le village de Mbatmandet contient deux pompes à eau potable pour l'instant, des projets sont en vue pour leur amélioration.
Il bénéficie également d'une connexion aux centrales électriques pour la fourniture de l’électricité.